# Monte Terror
O monte Terror é um vulcão localizado na Antártida. É um vulcão em escudo dormente, possivelmente extinto, com 3230 m de altitude. Foi escalado pela primeira vez em 1959 por uma equipe de montanhistas neo-zelandeses.
O monte Terror encontra-se, junto com o monte Érebo, na extremidade dos Montes Transantárticos. É provável que exista um ponto quente nessa zona que tenha originado ambos os vulcões.